# نامعین ایستایی

نمودار جسم آزاد یک تیر نامعین ایستایی

در استاتیک، هرگاه برای سازه‌ای بتوان همهٔ مجهولات (واکنش‌های تکیه‌گاهی و نیروهای داخلی) را توسط روابط تعادل ایستایی تعیین نمود، به آن سازهٔ معین ایستایی می‌گویند. در غیر صورت سازهٔ نامعین ایستایی یا هایپراستاتیک خواهد بود.